# 樅陽話
樅陽話是漢語江淮官話的一種方言，主要通行於安徽省安慶市樅陽縣境內，位於洪巢片與黃孝片之過渡地帶。《中國語言地圖集》把樅陽話劃分在江淮官話洪巢片安慶小片（西）及樅東小片（東）。